# Unterseeboot U-15 (Autriche-Hongrie)
Pour les autres navires du même nom, voir Unterseeboot 15.
L'Unterseeboot U-15 (ou U-XV) est un sous-marin de classe U-10 de la marine austro-hongroise pendant la Première Guerre mondiale. L'U-15 a été construit en Allemagne et expédié par chemin de fer à Pula où il a été assemblé et lancé en avril 1915. Il est mis en service en octobre 1915. L'U-15 a été le bateau le plus performant de la classe U-10, coulant six navires totalisant 8044 tonneaux de jauge brute (TJB) et 745 tonnes. Le bateau a survécu à la guerre, il a été remis à l’Italie à titre de réparation de guerre et démoli en 1920.

## Conception
L'U-15 était un petit sous-marin côtier qui avait un déplacement de 127,5 tonnes en surface et 142,50 tonnes en immersion. Il était équipé d’un seul arbre d'hélice, d’un seul moteur Diesel Daimler de 59 ch (44 kW) pour la navigation en surface et d’un seul moteur électrique de 119 ch (89 kW) pour la navigation en immersion. L’U-15 était capable d’atteindre 6,5 nœuds (12,0 km/h) en surface et 5,5 nœuds (10,2 km/h) en immersion. Sa profondeur de plongée allait jusqu’à 50 mètres. Il a été conçu pour un équipage de 17 officiers et matelots.
L'U-15 était équipé de deux tubes lance-torpilles de 450 mm situés à l’avant et transportait deux torpilles de rechange. En octobre 1916, l’armement de l'U-15 est complété par un canon à tir rapide (QF) de 37 mm/23. Ce canon a été remplacé par un canon QF de 47 mm/33 en novembre 1917.

## Carrière
L'U-15 a été construit par AG Weser à Brême pour la marine austro-hongroise, puis expédié en sections par chemin de fer jusqu’au chantier naval de Pula, où les sections ont été rivetées ensemble. Bien qu’il n’y ait aucune mention spécifique du temps qu’il a fallu pour assembler les sections de l'U-15, un navire jumeau, le sous-marin allemand UB-3, expédié à Pula depuis l’Allemagne à la mi-avril 1915, a été assemblé en environ deux semaines. L’U-15 a été lancé en avril.
L'U-15 est mis en service dans la marine austro-hongroise le 6 octobre sous le commandement du Linienschiffsleutnant Friedrich Schlosser. Le 28 novembre, le Linienschiffsleutnant Friedrich Fähndrich est affecté pour la première fois au commandement du bateau. Le 18 décembre, l'U-15 attaque et coule deux voiliers albanais près de Lezhë. L'Erzen, de 25 tonneaux de jauge brute, et le Figlio Preligiona, de 80 tonneaux de jauge brute, ont tous les deux été coulés sur place à la position 41° 47′ N, 19° 31′ E,. Après avoir été remplacé par le Linienschiffsleutnant Franz Rzemenowsky von Trautenegg de fin mars à début mai 1916, Fähndrich reprend le commandement le 10 mai. Une semaine plus tard, le 17 mai, l'U-15 torpille et coule le vapeur italien Stura de 2237 tonneaux de jauge brute dans l’Adriatique à environ 33 km à l’est de Brindisi.
Le mois suivant, Fähndrich et l’équipage de l'U-15 réussissent leur deuxième double victoire en coulant le croiseur auxiliaire italien Cittá di Messina (3495 tonneaux de jauge brute) et le destroyer français Fourche (745 tonnes),. Le 23 juin, alors qu’il se trouvait à environ 20 milles marins (37 km) à l’est d’Otrante, l'U-15 torpille et coule le Cittá di Messina. Le destroyer d’escorte Fourche a commencé à attaquer l'U-15 à coups de grenades anti-sous-marines, et a cru prématurément avoir remporté la victoire lorsqu’une nappe de mazout est apparue à la surface. Mais après que le capitaine de la Fourche se soit concentré sur le sauvetage des survivants du Cittá di Messina, l'U-15 a lancé une seule torpille qui a frappé la Fourche au milieu du navire et l’a coulé.
Le 25 octobre, à nouveau sous le commandement de von Trautenegg, l'U-15 coule le vapeur italien Polcevera, de 2207 tonneaux de jauge brute,,un navire jumeau du Stura coulé par l'U-15 en mai. Le Polcevera fut le dernier navire coulé par l'U-15.
D’octobre 1916 à la fin des combats en novembre 1918, les activités de l'U-15 sont inconnues. L'U-15 se trouvait à Pula à la fin de la guerre lorsque l’Autriche-Hongrie l’a remis à l’Italie. L'U-15 est ferraillé à Pula en 1920.

## Commandants
- Friedrich Schlosser : du 6 octobre au 18 novembre 1915.
- Friedrich Fähndrich : du 28 novembre 1915 au 25 mars 1916.
- Franz Rzemenowsky von Trautenegg : du 25 mars au 10 mai 1916.
- Friedrich Fähndrich : du 10 mai au 11 décembre 1916.
- Franz Rzemenowsky von Trautenegg : du 9 au 28 octobre 1916.
- Otto Molitor : du 11 décembre 1916 au 15 juin 1917.
- Franz Rzemenowsky von Trautenegg : du 1er au 12 juin 1917.
- Otto Molitor : du 12 juin au 17 juillet 1917.
- Ludwig Müller : du 17 juillet 1917 au 9 mars 1918.
- Andreas Korparic : du 17 mars au 31 octobre 1918[5].

## Navires coulés
| Date             | Nom               | Nationalité           | Tonnage | Destin |
| ---------------- | ----------------- | --------------------- | ------- | ------ |
| 18 décembre 1915 | Erzen             | Principauté d'Albanie | 25      | Coulé  |
| 18 décembre 1915 | Figlio Preligiona | Principauté d'Albanie | 80      | Coulé  |
| 17 mai 1916      | Stura             | Royaume d'Italie      | 2237    | Coulé  |
| 23 juin 1916     | Citta Di Messina  | Royaume d'Italie      | 3495    | Coulé  |
| 23 juin 1916     | Fourche           | Marine nationale      | 745     | Coulé  |
| 25 octobre 1916  | Polceverra        | Royaume d'Italie      | 2207    | Coulé  |